# Opuntia hitchcockii
Opuntia hitchcockii ist eine Pflanzenart in der Gattung der Opuntien (Opuntia) aus der Familie der Kakteengewächse (Cactaceae). Das Artepitheton hitchcockii ehrt den US-amerikanischen Botaniker Albert Spear Hitchcock.

## Beschreibung
Opuntia hitchcockii wächst niedrig strauchig und erreicht Wuchshöhen von bis zu 50 Zentimeter. Die grünen Triebabschnitte sind kreisrund. Die mehreren, weißen Dornen sind  bis zu 3 Zentimeter lang.
Über die Blüten und Früchte ist nichts bekannt.

## Verbreitung und Systematik
Opuntia hitchcockii ist im mexikanischen Bundesstaat Sinaloa nahe der Stadt Mazatlán verbreitet.
Die Erstbeschreibung erfolgte 1930 durch Jesús González Ortega.
Opuntia hitchcockii ist nur unzureichend bekannt.

## Nachweise